# 王士騏
王士騏（1554年—1621年），字冏伯，號澹生，直隸蘇州府太倉州人，明朝政治人物。文壇領袖王世貞之子。

## 生平
萬曆十年（1582年）壬午科第一名舉人，萬曆十七年（1589年）進士。通政司觀政，十八年四月授兵部主事，十一月父亲王世貞去世丁憂。二十九年起補原職，本年調禮部主事，三十年調吏部，升考功司員外郎，三十一年七月与户部广西司员外郎李作舟往山西主考鄉試，卓有政績。歷升吏部稽勋司署郎中事主事，三十一年十二月因受妖書案牽連，下獄削籍歸里。屢薦不起。

## 家族
曾祖王倬，南京兵部右侍郎。祖父王忬，總督薊遼兵部右侍郎。父王世貞，南京刑部尚書；子王慶常；孫王鑑。

## 著作
有《醉花菴詩》、《馭倭錄》、《武侯全書》、《四侯傳》。